# رادنی بروکس
رادنی بروکس (انگلیسی: Rodney Brooks؛ زادهٔ ۳۰ دسامبر ۱۹۵۴) یک دانشمند در زمینه مهندسی رباتیک اهل استرالیا است. او عضو آکادمی علوم استرالیا که بیشتر به دلیل رایج کردن رویکرد اکشن در رباتیک شناخته شده است. او استاد رباتیک پاناسونیک در موسسه فناوری ماساچوست و مدیر سابق آزمایشگاه علوم رایانه و هوش مصنوعی MIT بود. او بنیانگذار و مدیر ارشد فنی سابق آی‌روبات و یکی از بنیانگذاران، رئیس و مدیر ارشد فنی سابق هارتلند رباتیک (Rethink Robotics ) و در حال حاضر یکی از بنیانگذاران و مدیر ارشد فنی روبوست (تاسیس شده در سال ۲۰۱۹) است.

## زندگی‌نامه
بروکس مدرک کارشناسی ارشد خود را در ریاضیات محض از دانشگاه فلیندرز استرالیای جنوبی دریافت کرد. در سال ۱۹۸۱ پی‌اچ‌دی علوم رایانه را از دانشگاه استنفورد زیر نظر توماس بینفورد دریافت کرد.